# Gîte de Cayenne
Le gîte de Cayenne, ou gîte de Grand Place, est un refuge de montagne de l'île de La Réunion, département et région d'outre-mer français dans le sud-ouest de l'océan Indien. Situé à 545 mètres d'altitude près de l'îlet de Grand Place, dans le cirque naturel de Mafate, il relève du territoire de la commune de La Possession et du parc national de La Réunion. D'une capacité de 18 lits, il est desservi par un sentier de randonnée rejoignant le GR R2, un sentier de grande randonnée.